# دیوید تیله
دیوید تیله (به انگلیسی: David Theile) (زادهٔ ۱۷ ژانویهٔ ۱۹۳۸) شناگر اهل استرالیا است.